# 2021年1月臺灣
| << | 2021年1月 （民國110年） | >> |    |    |    |    |
| \| 日 \| 一 \| 二 \| 三 \| 四 \| 五 \| 六 \| \| \| \| \| \| \| 1 \| 2 \| \| 3 \| 4 \| 5 \| 6 \| 7 \| 8 \| 9 \| \| 10 \| 11 \| 12 \| 13 \| 14 \| 15 \| 16 \| \| 17 \| 18 \| 19 \| 20 \| 21 \| 22 \| 23 \| \| 24 \| 25 \| 26 \| 27 \| 28 \| 29 \| 30 \| \| 31 \| \| \| \| \| \| \| |                         |    |    |    |    |    |
| 臺灣新聞動態／維基新聞 |                         |    |    |    |    |    |
| 世界／中国大陆／臺灣 |                         |    |    |    |    |    |
| 日 | 一                      | 二 | 三 | 四 | 五 | 六 |
| |                         |    |    |    | 1  | 2  |
| 3 | 4                       | 5  | 6  | 7  | 8  | 9  |
| 10 | 11                      | 12 | 13 | 14 | 15 | 16 |
| 17 | 18                      | 19 | 20 | 21 | 22 | 23 |
| 24 | 25                      | 26 | 27 | 28 | 29 | 30 |
| 31 |                         |    |    |    |    |    |

## 1月1日
- 為避免變種新冠病毒造成臺灣防疫破口，中央流行疫情指揮中心宣布即日起禁止無中華民國居留證外籍人士入境與在臺轉機，但國人的外籍配偶、未成年子女、專案許可者，以及商務履約、跨國企業履新者除外。[1]
- 由於首例英國變種病毒株境外移入病例影響，2021年元旦升旗典禮不開放民眾進場，原定總統府開放參觀活動也相對應取消。[2]
- 衛生福利部部長陳時中宣布，全民健康保險費率即日起調漲至投保薪資5.17%，補充保費費率連動調漲至2.11%。[3]
- 開放含萊克多巴胺的豬肉及內臟進口臺灣的行政命令正式施行。現行動物用藥殘留標準，僅明定牛肉的萊克多巴胺殘留容許量為0.01ppm。立法院准予備查的動物用藥殘留標準修正案，除了現行的牛肉萊劑殘值，也新增豬的萊劑殘留容許量，包含肌肉及脂(含皮)為0.01ppm、肝臟為0.04ppm、腎臟為0.04ppm、其他可供食用部位則為0.01ppm[4]。

## 1月5日
- 新臺幣匯率盤中一度升至27.992圓，創1997年7月30日以來新高；加權股價指數收盤亦來到15,000.03點，續創歷史新高。[5][6]

## 1月6日
- 超過50名民主派初選參與者遭到香港警方拘捕，總統蔡英文與副總統賴清德在臉書發文，籲國際民主陣營及全體國人應團結力挺香港的民主自由。[7]

## 1月7日
- 美國國務卿邁克·蓬佩奧宣布，美國駐聯合國大使凱莉·克拉夫特將於13日至15日訪問臺灣。[8][9]

## 1月9日
- 美國國務院宣布解除對臺灣所有交往限制，美國聯邦行政部門與中華民國政府官方互動不再受禁令制約。[10]

## 1月11日
- 新版中華民國護照放大TAIWAN字樣以利辨識，即日起開放申請。[11]

## 1月12日
- 中央流行疫情指揮中心指揮官陳時中表示，桃園某醫院爆2例（案838、案839）本土新冠肺炎確診病例，首度有醫師感染。[12][13]
- 臺灣出現首例南非變異病毒株確診病例（案813），中央流行疫情指揮中心指揮官陳時中宣布，1月14日起有南非或史瓦帝尼旅遊史及轉機入境者須入住集中檢疫所。[14]
- 美國國務院發言人摩根·歐塔加斯（Morgan Ortagus）聲明表示，美國駐聯合國大使凱莉·克拉夫特原定1月13日至15日訪問臺灣行程取消。[15]
- 美國白宮國安會公布印太地區戰略解密文件，臺灣列為第一島鏈戰略夥伴。[16]

## 1月14日
- 總統蔡英文與美國駐聯合國大使凱莉·克拉夫特、國務院亞太局主管區域安全政策及多邊事務副助卿大衛·費特（David Feith）等人進行視訊會議。[17][18]

## 1月16日
- 桃園市議員王浩宇罷免案舉行投票，同意票數為8萬4,582票，達到通過門檻，成為首位遭到罷免的直轄市議員。[19]

## 1月18日
- 中央流行疫情指揮中心進駐衛生福利部桃園醫院成立「前進指揮所」。[20]
- 前公務員懲戒委員會委員長石木欽案調查報告出爐，爆40位司法、檢調體系人士與富商翁茂鍾不當往來接觸，懲處名單如下：
  -     - 3人將移送檢察機關偵辦：前監察委員暨前檢察長方萬富、檢察官曲鴻煜、前調查官秦台生。
    - 8人將移送監察院審查，進行「司法懲戒」：前最高行政法院院長林奇福、前最高法院庭長（顏南全、吳雄銘）、前臺南地方法院法官蘇義洲、前臺南高分院法官（曾平杉、陳義仲）、前臺灣高等法院庭長林金村、前檢察長羅榮乾。
    - 13人受「行政懲處」：法官（洪佳濱、謝家鶴、花滿堂、黃崑宗、胡景彬、尤豐彥、蔡清遊、劉介民、陳金圍、洪昌宏、朱中和、鄭小康、陳世淙）。
    - 16人受「職務監督」或「行政議處」：前檢察長（凌博志、王崇儀）、當時的調查人員（宋海嘯、王新民、吳明雄、劉台生）、前高等檢察署檢察長陳守煌、臺北地方檢察署檢察長周章欽、檢察官（黃和村、蘇南桓、潘國威）、前檢察官楊榮宗、調查人員（柯尊仁、張濟平、王北齊、楊師宏）。[21][22]

## 1月19日
- 陸軍第六軍團指揮部化學兵第三三群前往衛生福利部桃園醫院消毒。[23]
- 行政院宣布停辦2021年臺灣燈會。[24]

## 1月20日
- 現任駐美大使蕭美琴以外交使節團（英语：Diplomatic corps）身分出席第59屆美國總統就職典禮，為1979年斷交以來首度獲得美國國會就職典禮聯席委員會正式邀請。[25]
- 歐洲議會全會表決通過共同外交暨安全政策、共同安全暨防禦政策年度執行報告等2項決議案，首度呼籲歐盟成員國重新檢視並加強對臺交往政策。[26]
- 中央流行疫情指揮中心指揮官陳時中宣布，衛福部桃園醫院新冠病毒群聚感染新增1確診，事件至今已造成10人染疫。[27]

## 1月23日
- 前臺北市政府衛生局局長邱淑媞批評指揮中心嚴重欠缺防疫邏輯，引發輿論對SARS期間和平醫院封院事件始末熱議。[28][29][30][31]

## 1月24日
- 中央流行疫情指揮中心晚間宣布，因應衛生福利部桃園醫院嚴重特殊傳染性肺炎群聚感染事件，2021年1月6日至19日部桃的出院病患、同住者、陪病者及案889就醫的接觸者，即起居家隔離14天，滿14天者將採檢，相關對象可能將近5000人[32]。
- 臺灣西南防空識別區連兩日遭到28架次共機侵擾挑釁、模擬攻擊美國羅斯福號航空母艦，規模為今年以來最大。[33][34][35]

## 1月27日
- 辛丑年白沙屯媽祖進香下午1點開始擇日擲筊
- 由潘忠政領銜提出「您是否同意中油第三天然氣接收站遷離桃園大潭藻礁海岸及海域？(即北起觀音溪出海口，南至新屋溪出海口之海岸，及由上述海岸最低潮線往外平行延伸五公里之海域)」全國性公民投票案[36]，進入第二階段已累積約25000份。[37]

## 1月28日
- 中央流行疫情指揮中心指揮官陳時中（1月30日）表示衛福部桃園醫院群聚感染新增4例新冠肺炎（COVID-19）本土病例，其中1例為2020年5月11日以來首例死亡病例[38][39]。

## 1月30日
- 高雄市無黨籍議員黃捷出席罷免案公辦電視說明會，藍、綠陣營各自動員在倒數黃金周催票。[40]